# Hibrildes albescens
Hibrildes albescens är en fjärilsart som beskrevs av James John Joicey och Talbot 1924. Hibrildes albescens ingår i släktet Hibrildes och familjen Eupterotidae. Inga underarter finns listade i Catalogue of Life.